# Diarthrophallus
Diarthrophallus es un género de ácaros perteneciente a la familia Diarthrophallidae.

## Especies
- Diarthrophallus Trägårdh, 1946
  - Diarthrophallus aurosus Schuster & Summers, 1978
  - Diarthrophallus cartwrighti (Hunter & Glover, 1968)
  - Diarthrophallus crivatus Schuster & Summers, 1978
  - Diarthrophallus fulvastrum Schuster & Summers, 1978
  - Diarthrophallus joanae (Hunter & Glover, 1968)
  - Diarthrophallus quercus (Pearse & Wharton, 1936)